# ビントラハ
ビントラハ (ドイツ語: Bindlach) は、ドイツ連邦共和国バイエルン州オーバーフランケン行政管区のバイロイト郡に属す町村（以下、本項では便宜上「町」と記述する）で、郡庁所在地のバイロイトの北に隣接する。

## 歴史
現在の町名「ビントラハ」は、スラヴ語の“Pnetluky” にその起源を持つ。“Pnetluky”には、「打つ、倒す」という意味の動詞 tloukiが含まれている。この語を、意味に即して訳してみると「樹を切り倒した人たちの村」となる。
この語が、Pintlock, Pintloch, Bindlich（この書き方は、現在も日常語の中では使われることがある）、そして最後にBintlachとなった。
1178年4月6日の私文書（ミュンヘンの州立中央文書館、史料番号 HU Bamberg 335）に、“bintlvke”として、この町が初めて言及されている。
最近の研究では、Bindlachは、古ザクセン語の“Binutlaka”に由来すると言われている。これは、“Binsenlache”、すなわち「イグサ(Binse)で覆いつくされた池」と解釈される。紀元800年頃にカール大帝によって逐われたザクセン族がこの地に入植したとされる。
ホーエンツォレルン家の（1791年以降はプロイセン王国の）バイロイト侯領の一部としてビントラハは、1807年のティルジットの和約によってフランス領となり、1810年にバイエルン王国領となった。バイエルン王国の行政改革の時代、1818年の自治体令により現在の自治体となった。
1992年の発掘で、シュライフミューレとアラースドルフの間から、紀元前450年頃から存在していたとケルト時代の入植地跡が発見された。
1997年にはグリース住宅地の近くから、ハルシュタット期から青銅器時代（紀元前1300年から紀元前750年頃）の大量の壺などの陶片が出土した。これはビントラハの地域に前史時代から人が住んでいたことを示す決定的な証拠である。

## 地理

### 自治体の構成
この町は、公式には35の地区 (Ort) からなる。このうち小集落や孤立農場などを除く集落を以下に列記する。
| - アラースドルフ - ベンク - ビントラハ - ビントラッヒャー・ベルク - デプス - ゲマイン - ハーゼルホーフ - ハイナースグルント | - オーバーグレーフェンタール - プフェルヒ - ラムゼンタール - レーリヒ - ルー - シュテッキヒ - テータ - ツェトリッツ |

## 文化と見所

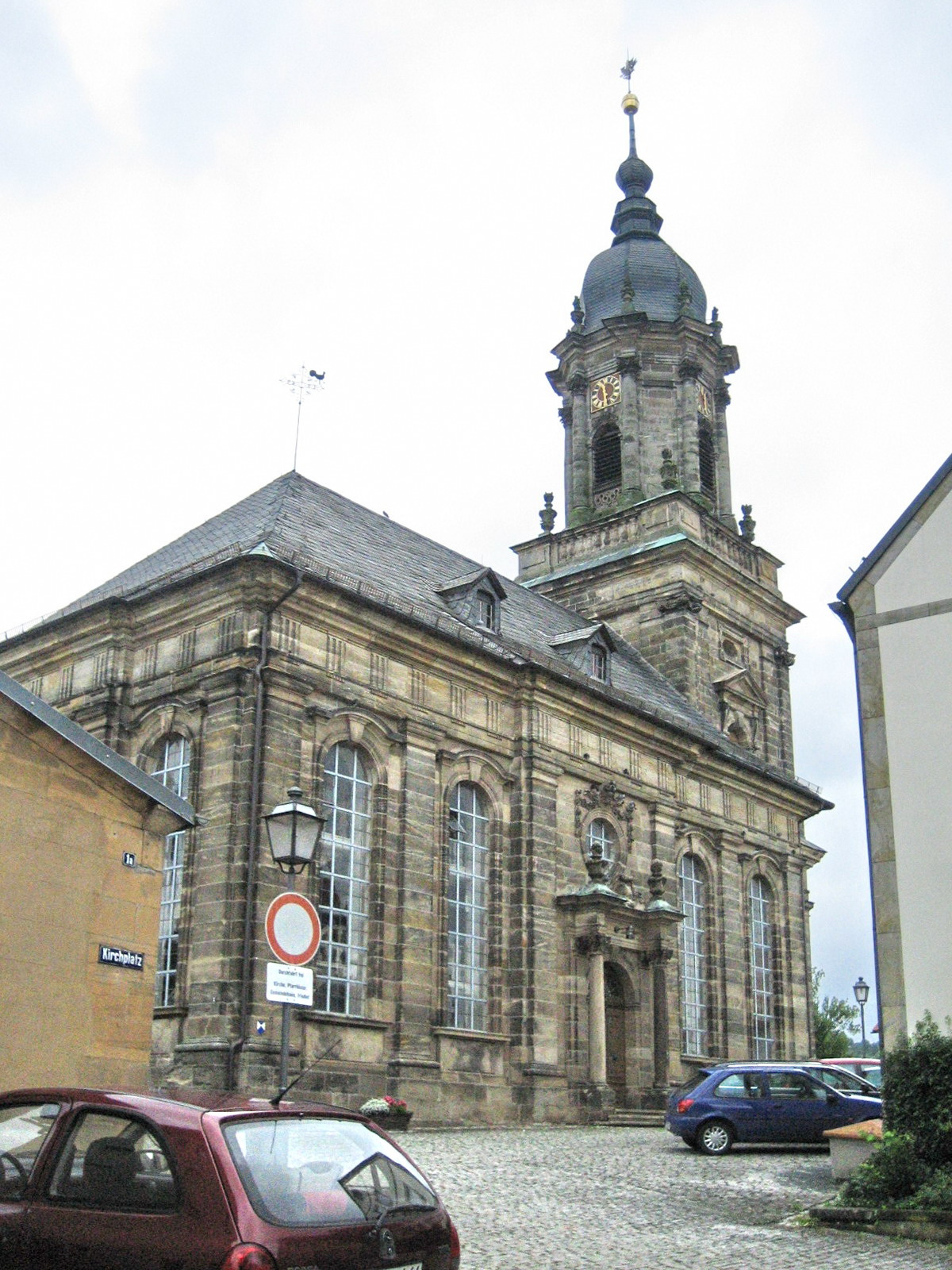
聖バルトロメ教会

- 聖バルトロメ福音派教会（三位一体教会）。この華麗なバロック教会は、1766年から1768年にかけて、カール・フィリップ・フォン・ゴンタルトとルドルフ・ハインリヒ・リヒターが建造した。説教壇付き祭壇とオルガンは特に美しい。これは辺境伯領で最も見事なバロック建築である。これに対して、教会塔の照明は、80年代後半に篤志家が寄贈したものだが、貧弱である。塔が八角形であるにもかかわらず、照明装置は3機しかない。

## レクリエーション

### 山歩き
ビントラハ周辺には多くの遊歩道が設けられている。そのうちの一つはHochthetaの勝利塔周辺を巡る。休憩所が設けられた高原からはビントラハを見下ろす見事な景観を楽しめる。また、遊歩道には砂岩の渓谷にはさまれた冒険活劇の舞台のようなところもある。マウンテンバイクも利用できる。
他には、フィヒテル山地方向に向かい、オクゼンコプフ (1024m)周辺をたどる遊歩道も整備されている。

### ウィンタースポーツ
ビントラハの眼前に延びるフィヒテル山地では、バイエルン北部一帯に、多くのウィンタースポーツ施設が用意されている。
ケーブルカーが設けられたオクゼンコプフには、スキージャンプ台、夏用・冬用のリュージュ・コースの他に、多くのスキーゲレンデ（総延長は2.5kmにおよぶ）がある。また、総延長100kmのクロスカントリースキーのコースも、もちろん整備されている。

### 水遊び
ビントラハは、水泳、潜水、水浴びに最適なキースヴァイハー湖に面している。
バイロイトには、ローエングリンをテーマとした冒険型の屋外プール施設や、屋内プールもある。

### 競技
チェスクラブ TSV Bindlach-Aktionär は、チェスの連邦リーグ1部に所属している。

## 経済と社会資本

### 交通

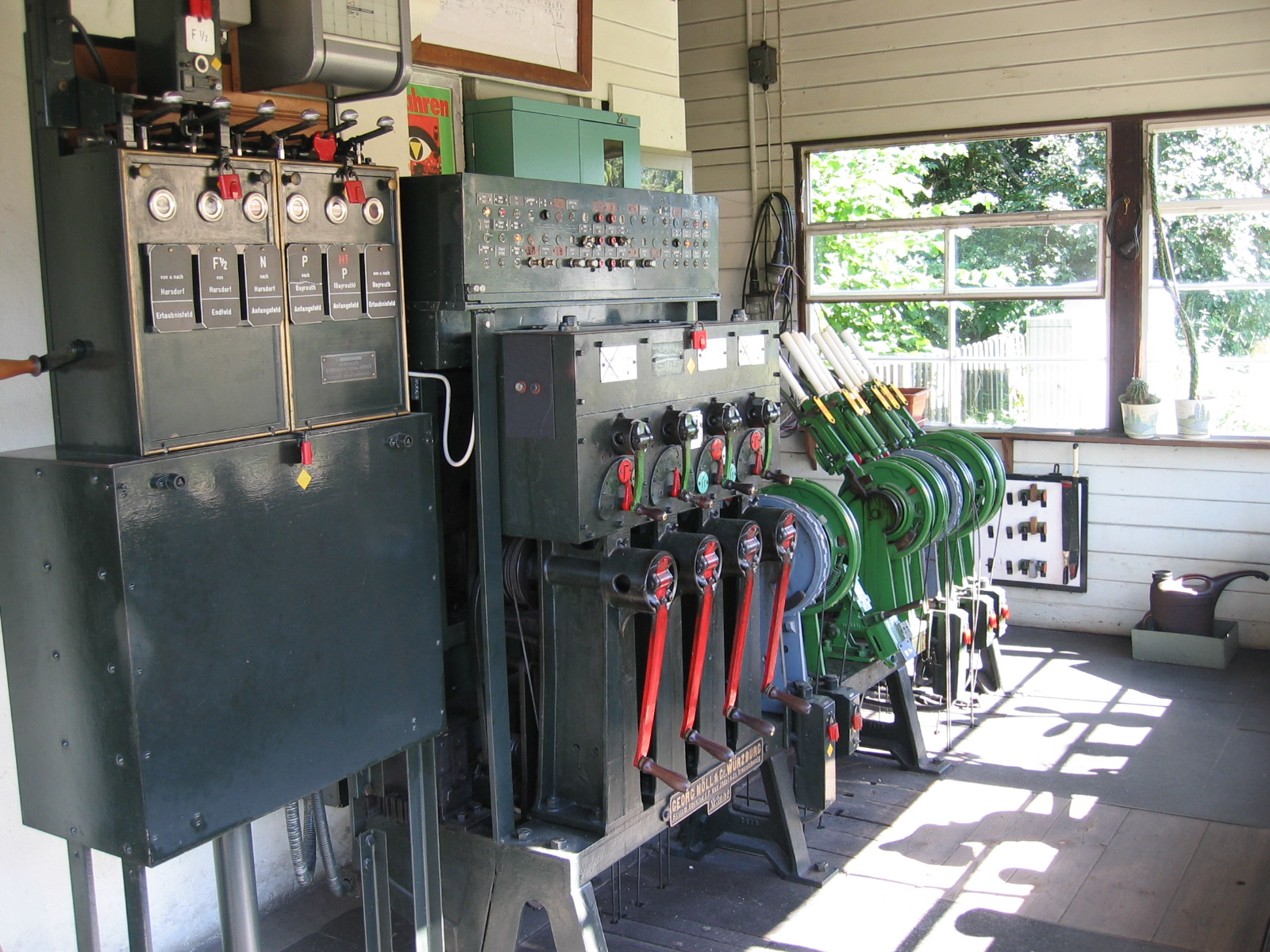
ビントラハ駅の信号場

鉄道
ビントラハは、地域交通のバイロイト – ノイエンマルクト＝ヴィルスベルク線の駅がある。この駅は、記念的保護建造物であり、1980年代に修復されたが、2006年にはすでに、再度修復が必要な状態になっている。住宅地を結ぶ駅として重要性を増し、出札所と荷物受付所が80年代半ばに建設された。
転轍機と鉄道信号機の操作はすべて機械式である。信号場の操作機はバイエルン王国の国営鉄道時代のものである。この駅は、バイロイト市周辺のゴミや軍事装備品の積み込み駅でもある。軍事装備については、バイロイトおよびその周辺地域の部隊以外はほとんど利用していない。
道路交通
アウトバーンA9がビントラハの町を貫いて走っている。90年代の初め、A9とA70が接続するバイロイト・ジャンクションを拡張する工事の際に、そのすぐ南の予備出入り口を拡張して、ビントラハに初めてのインターチェンジ（ビントラッヒャー・ベルク）が設けられた。それまでは、このビントラッヒャー・ベルクはアメリカ軍が使用していた。A9が6車線に拡張されるまでは、ビントラハとバイロイト北の間のアウトバーンがドイツで最後の、並木道を持つアウトバーンであった。最近では、道の両側に再び若い街路樹が植えられつつある。
連邦道路B2がビントラハの中心街とベンク地区を貫いて走っている。
航空路
ビントラッヒャー・ベルクには、小さなバイロイト空港がある。2002年まではフランクフルト・アム・マイン – バイロイト – ホーフという定期便が就航していた。

### 地元企業
- Gondrom-Verlag
- Eisengießerei Trompetter

### 公的機関
- バイエルン森林管理部のSamenklenge Nordbayern。

## 引用
1. ↑  https://www.statistikdaten.bayern.de/genesis/online?operation=result&code=12411-003r&leerzeilen=false&language=de Genesis-Online-Datenbank des Bayerischen Landesamtes für Statistik Tabelle 12411-003r Fortschreibung des Bevölkerungsstandes: Gemeinden, Stichtag (Einwohnerzahlen auf Grundlage des Zensus 2011)
2. ↑  Bayerische Landesbibliothek Online